# Premier League Malti 1950-1951
Il campionato era formato da otto squadre e il Floriana vinse il titolo.

## Classifica finale
| Pos. | Squadra              | G  | V  | N | P  | GF | GS | Punti |
| ---- | -------------------- | -- | -- | - | -- | -- | -- | ----- |
| 1    | Floriana             | 14 | 10 | 3 | 1  | 37 | 12 | 23    |
| 2    | Hibernians F.C.      | 14 | 9  | 2 | 3  | 21 | 12 | 20    |
| 3    | Valletta F.C.        | 14 | 8  | 2 | 4  | 38 | 13 | 18    |
| 4    | Sliema Wanderers     | 14 | 8  | 2 | 4  | 25 | 11 | 18    |
| 5    | Ħamrun Spartans F.C. | 14 | 7  | 1 | 6  | 30 | 14 | 15    |
| 6    | St. George's F.C.    | 14 | 5  | 1 | 8  | 18 | 32 | 11    |
| 7    | St. Patrick F.C.     | 14 | 3  | 0 | 11 | 12 | 50 | 6     |
| 8    | St. Andrews F.C.     | 14 | 0  | 1 | 13 | 8  | 45 | 1     |